# Rodolfo Plaza Montero
Rodolfo Plaza Montero   (Cochabamba, 27 de juliol de 1909 - La Paz, 30 de novembre de 1988) és un exfutbolista bolivìà de la dècada de 1930.
Pel que fa a clubs, defensà els colors del Club Bolívar, del qual també en fou entrenador i president (1956-1963). Amb la selecció de Bolívia participà en els Jocs Bolivarians de 1938.